# Szonoritáshierarchia
A szonoritáshierarchia (vagy hangzóssági hierarchia, hangzóssági skála) a beszédhangok sorrendje aszerint, hogy mennyire hangzósak, mennyire hallhatóak. (Ha például az [a] magánhangzót mondjuk ki, jóval több hangot produkálunk, mint ha a [t] zárhangot ejtjük.)
A szonoritáshierarchia elsősorban a szótagszerkezet vizsgálatánál fontos: annak szabályait például, hogy milyen beszédelemek fordulhatnak elő együtt a szótag kezdetén és végén, a szonoritási értékük különbségei alapján fogalmazzák meg. Egyes nyelvekben szonoritáshierarchián alapuló hasonulási szabályok is vannak, például a finn potenciális mód (pl. -tne- → -nne-).
A szonoritáshierarchiák némileg eltérnek abban, hogy mely hangokat vesznek egy csoportba. Az alábbi felosztás aránylag elterjedtnek számít (az 1-es a legalacsonyabb szonoritást jelöli):
| Érték | Típus                 | Zörej-/zengőhang          | Msh./Mgh.     |
| ----- | --------------------- | ------------------------- | ------------- |
| 1     | Zárhangok             | Zörejhangok (obstruensek) | Mássalhangzók |
| 2     | Réshangok             | Zörejhangok (obstruensek) | Mássalhangzók |
| 3     | Nazálisok             | Zengőhangok (szonoránsok) | Mássalhangzók |
| 4     | Folyékony hangok      | Zengőhangok (szonoránsok) | Mássalhangzók |
| 5     | Zárt magánhangzók     | Zengőhangok (szonoránsok) | Magánhangzók  |
| 6     | Nem zárt magánhangzók | Zengőhangok (szonoránsok) | Magánhangzók  |